# Zyginopsis fumosa
Zyginopsis fumosa är en insektsart som först beskrevs av Victor Ivanovitsch Motschulsky 1863.  Zyginopsis fumosa ingår i släktet Zyginopsis och familjen dvärgstritar. Inga underarter finns listade i Catalogue of Life.